# Mayáhuel

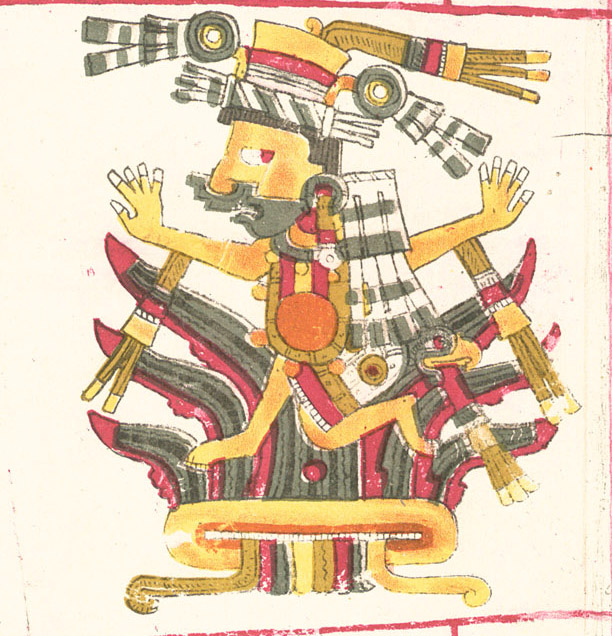
Mayáhuel descrita en el Códice Borgia.

Meyehuali, loc. cit. Mayahuel (del náhuatl: Meyehual (Meyewal) ‘la que rodea el maguey’‘metl, maguey; yehualli, redondo’) es la diosa mexica del maguey, y por extensión, de la embriaguez. Es una de las deidades relacionadas con la fertilidad, y en ese sentido con las advocaciones de Tonantzin (madre de los dioses), Xochiquetzal (dadora de la fertilidad y la vegetación), Cihuacóatl (la patrona de las mujeres muertas en el parto) y Tlazoltéotl (la señora comedora de inmundicias, deidad de la sexualidad y lujuria). En tanto que divinidad del mundo vegetal, es también una diosa de la fertilidad. Por ello, comparte atributos con Xilonen e Ilamatecuhtli, matronas del maíz; y con Chicomecóatl, la señora Siete Serpiente y matrona de los mantenimientos (también diosa de la tierra).
Meyehual (Mayahuel) era representada como una joven con el cuerpo amarillo o a veces pintado de azul, sentada o de pie sobre un maguey. Sus atributos eran la doble cuerda en una de las manos, el malacate de algodón sin hilar, y la pintura facial en su cara (blanca o roja y negra). La mayoría de las veces porta un yacameztli o nariguera en forma de luna creciente, en sus manos tiene punzones de huesos, una soga de ixtle púas de maguey y a veces una jícara. Todos estos atributos los comparte con otras divinidades como la señalada Tlazoltéotl, y especialmente con Chalchiuhtlicue, la matrona de las aguas terrestres. Como estas dos divinidades, comparte el uso del malacate de algodón y de la fibra del agave o ixtle. Aunque también se considera que las dos cuerdas significan adulterio o perdición y suicidio, derivadas en la cosmogonía mexica con la embriaguez.Se considera que tenía una pareja
Se considera que Pahtécatl (dios inventor del pulque), era su pareja. Pahtli designaba en náhuatl a algunas hierbas que se agregaban al aguamiel del agave en el proceso de fermentación del pulque. Sus hijos eran los Centzon Totochin, o los Cuatrocientos Conejos (un número que se asociaba a lo incontable), a los que amamantaba con su savia o aguamiel, pero que al volverse pulque los podía emborrachar. También se le denominaba como la de "los Cuatrocientos Pechos" como una analogía de las pencas que daba en la vida de un maguey, y también en relación con los incontables mantenimiento que suministraba: aguamiel, pulque, ixtle o fibra, agujas de sus espinas, papel de su cutícula o mixiote, pencas para ser horneadas y cocinadas, o ya secas usadas como canaletas o tejas, el tallo floral o quiote podía ser usado tierno para cocinar el dulce mexcal o ya seco para usarlo de pilastra, etc..

## Mito de la creación del maguey
El origen divino de Mayahuel está registrado en la Histoire du Mechique, un texto de origen náhuatl pero escrito en francés, que debió ser traducido de una recopilación en castellano antes de 1540. En este relato, Meyehual o Mayahuel era una joven virgen que vivía en el cielo con su abuela tzitzímitl y sus hermanas las tzitzimime, quienes eran la Luna y las estrellas que intentaban impedir que saliera el sol (Tonatiuh), consideradas como espíritus malignos. En una ocasión, el dios del viento Ehécatl (una de las advocaciones de Quetzalcóatl) convenció a Mayahuel para que bajase a conocer el mundo terrenal. Ya en tierra se unieron amorosos en un árbol entrelazados de dos diferentes ramas. Pero cuando su abuela se despertó y no vio a Mayáhuel, llamó a las otras tzitzimime para que bajasen a la tierra a ayudarle a buscar a su nieta. Cuando llegaron al árbol, este se partió en dos y al descubrir la abuela a su nieta en la rama desprendida, la despedazó y dejó que las tzitzímitl devoraran sus restos. Sin embargo, la rama en que se había convertido Ehécatl permaneció intacta. Cuando se regresaron al cielo, Ehécatl tomó cuidadosamente los restos de la joven virgen y los enterró. Con el tiempo brotó la planta del maguey, la cual era imagen de la diosa dadora de numerosos mantenimientos, pues no sólo sus partes eran usadas como alimento sino también para la vivienda y el vestido, además de proporcionar su savia o aguamiel, que al fermentarse era usado en las ceremonias como bebida ritual y ofrenda para los dioses. Así con su sacrificio se convirtió en diosa del maguey.